# Unachionaspis bambusae
Unachionaspis bambusae är en insektsart som först beskrevs av Cockerell 1896.  Unachionaspis bambusae ingår i släktet Unachionaspis och familjen pansarsköldlöss. Inga underarter finns listade i Catalogue of Life.